# 2lor En Moi
2lor En Moi – najnowszy album studyjny Lorie. Premiera miała miejsce 26 listopada 2007 r. Płyta zawiera piosenki z gatunku Pop\Dance

## Lista piosenek
1. 2lor en moi
2. Je vais vite
3. Play (Give me love) feat. Garou
4. On ne grandit vraiment jamais
5. L’accalmie
6. Avance encore
7. Le bonheur à tout prix !
8. Un garçon
9. Pas un Ange
10. L’amour autrement
11. La reine
12. Loin des yeux